# Jester Hairston
Jester Joseph Hairston, född 9 juli 1901 i Belews Creek, North Carolina, död 18 januari 2000 i Los Angeles, Kalifornien, var en amerikansk kompositör, låtskrivare, arrangör och skådespelare, mest känd för att ha skrivit världshiten Mary's Boy Child som gjorts i en mängd olika versioner. Originalet spelades in av Harry Belafonte 1956 och hamnade direkt som nr 1 på USA:s topplista.
I filmens värld blev hans roll till en början mest att leda körer, komponera och arrangera musiken. Som skådespelare hade Hairston mest en del mindre roller, bland annat i de tidiga Tarzan-filmerna där han till exempel spelade häxdoktor.
Hairston har en stjärna med sitt namn på berömda Hollywood Walk of Fame, belägen på 6201 Hollywood Boulevard.